# Janeiro Branco
O Janeiro Branco é uma campanha global de conscientização sobre a Saúde Mental iniciada em 2014 no Brasil. A campanha busca chamar a atenção para a Saúde Mental como um aspecto vital para melhorar a qualidade de vida das pessoas, promover relações sociais mais saudáveis e transformações positivas nas instituições sociais no mundo inteiro. O mês de janeiro foi estrategicamente escolhido porque, como primeiro mês do ano, promove nas pessoas maior abertura para reflexões, novas resoluções e metas para o ano que se inicia. A cor branca representa as folhas ou telas em branco, em que uma pessoa pode desenhar, escrever ou reescrever o que desejar para si e para o mundo, simbolizando o horizonte aberto e criando o sentimento de potência ilimitada que cada início de ano possibilita à humanidade.  
A campanha foi criada pelo psicólogo mineiro Leonardo Abrahão quando, ao final do ano de 2013. Ele propôs às psicólogas e aos psicólogos de Uberlândia(MG) que, em janeiro de 2014, os profissionais da Saúde Mental fossem às ruas e aos espaços públicos e privados da cidade para falarem, de forma didática, pedagógica e proativa, sobre Saúde Mental com todas as pessoas. Além disso, o Janeiro Branco também objetiva sensibilizar as autoridades políticas a respeito da importância de políticas públicas para a Saúde Mental.
Após o seu nascimento, a Campanha Janeiro Branco consolidou-se como o maior movimento do mundo sobre o tema Saúde Mental, passando a ocorrer, também, em países como Angola, Colômbia, Japão, EUA, Portugal, Espanha e Cabo Verde. Esses países abraçaram e adotaram os princípios da campanha, amplificando seu impacto e promovendo a conscientização sobre a Saúde Mental em escala global.
A campanha Janeiro Branco promove organicamente uma ampla gama de atividades, como palestras, palestras-relâmpago, oficinas, cursos, workshops, entrevistas para a mídia, lives, caminhadas, rodas de conversa e abordagem das pessoas onde quer que elas estejam, nas ruas, praças, igrejas, empresas, residências, academias, shoppings, hospitais, prefeituras etc.
Em janeiro de 2023, o tema do Janeiro Branco foi "A Vida Pede Equilíbrio!". Esse tema destaca a importância de buscar o equilíbrio nas diversas facetas da vida e serve para que as pessoas se lembrem de priorizar sua Saúde Mental.
Em 26 de abril de 2023, a Lei Federal Janeiro Branco foi publicada no Diário Oficial da União, após sanção do Governo Brasileiro em 25/04/2023. A Lei 14.556/2023 (Lei Janeiro Branco) tem como proposta a realização de campanhas nacionais de conscientização sobre a Saúde Mental no mês de janeiro, como forma de promover hábitos, ambientes e relações mais saudáveis, além de reduzir o estigma sobre as doenças psiquiátricas.